# Kvint Salvidijen Ruf
Kvint Salvidijen Ruf († 40 pr. Kr.) je bio rimski vojskovođa i jedan od najbližih savjetnika Cezara Oktavijana tijekom ranih godina političkog djelovanja.
Unatoč skromnom podrijetlu, bio je jedan od najboljih Oktavijanovih prijatelja, zajedno s Marcom Agripom. Salvidijen i Agripa su bili s Oktavijanom u Apoloniji tijekom ožujku 44. godine prije Krista kada je u Rimu izvršen atentat na Julija Cezara. Salvidijen je postao jedan od najpovjerljivijih Oktavijanovih generala tijekom građanskih ratova poslije Cezarove smrti. 42. pr. Kr. Zapovijedao je Oktavijanovom flotom protiv Seksta Pompeja, koji je preuzeo kontrolu nad Sicilijom i uznemiravao obale Italije. Međutim, Salvidijen je poražen u pomorskoj bitci koja se vodila kod Rhegija, uglavnom zbog neiskustva njegovih posada. Po Oktavijanovom povratku iz Grčke nakon bitke kod Filipa, Salvidijen je poslan u Španjolsku sa šest legija, ali on se je na brzinu povukao u Italiju kako bi se suprotstavio Luciju Antoniju i Fulviji (Antonijevoj supruzi), koji su digli oružje protiv Oktavijana, pokrećući tzv. Peruzijski rat. Salvidien je zauzeo i uništio grad Sentinum, a zatim je s Agripom okružio snage Lucija Antonija u Perusiji. Ostali Antonijevi generali, koji nisu primili jasne Antonijeve naredbe, ostali su izvan borbe, a Lucije Antonije bio je prisiljen predati se nakon nekoliko mjeseci opsade (zima 40. pr. Kr.). Nakon završetka Peruzijskog rata, Oktavijan je Salvidijena poslao u Galiju kao guvernera, s velikom vojskom od jedanaest legija. Također je imenovan za konzula 39. godine prije Krista iako nije dosegnuo senatorski čin. Unatoč svim tim počastima, kad je Antonije s istoka došao s velikim snagama radi suprotstavljanja Oktavijanu, Salvidijen se ponudio pridružiti Antoniju s legijama. Očito je ovaj prijedlog uslijedio nakon što je Antonije već sklopio sporazum s Oktavijanom ( Brundisijski pakt). Antonije je Oktavijanu otkrio izdaju Salvidijena, koji je u Senatu optužen za veleizdaju i osuđen na smrt u jesen 40. pr. ili je pogubljen ili je počinio samoubojstvo, prema izvješćima Apijana, Livija i Diona.